# Federik Freak
Federik Freak és una sèrie de còmics de Rubén Fdez. per a "El Jueves", que des de 2007 ocupen habitualment una pàgina sencera de cada número.

## Trajectòria editorial
Federik Freak es va començar a publicar en el número 1557 de la revista.
El seu primer recopilatori, amb el subtítol de Onanist Life-style, es va vendre amb el número 1.707 de "El Jueves", corresponent a febrer de 2010. El segon recopilatori, venut també junt a la revista, es va dir ¡Para ti que eres virgen!, tot parodiant la secció d'Albert Monteys i Manel Fontdevila a la mateixa revista.
En 2013 l'editorial ¡Caramba! va publicar el primer recopilatori independent de la sèrie, anomenat Piraña social.

## Argument i personatges
El seu protagonista homònim és un jove catalogat com "freak", amb el comportament típic associat a aquest col·lectiu.
Comparteix aventures amb altres personatges típics de col·lectius tòpics (Benjamín el Gotiquito, Froilán el obeso mórbido) o simplement delirants i absurds (El gorila verde que solo Federik puede ver y oír).